# اچ‌ام‌اس وریتی (دی۶۳)
اچ‌ام‌اس وریتی (دی۶۳) (به انگلیسی: HMS Verity (D63)) یک کشتی بود. این کشتی در سال ۱۹۱۹ ساخته شد.